# Michael Joseph Ryan
Michael Joseph Ryan (* 1965 Sligo) je bývalý traumatologický chirurg, v současnosti epidemiolog se specializací na infekční choroby a veřejné zdraví, pocházející z Irska. Je výkonným ředitelem programu naléhavých případů zdravotnické nouze ve Světové zdravotnické organizaci (WHO), kde vede tým, zodpovědný za mezinárodní opatření k zamezení šíření a léčbu onemocnění covid-19. I v minulosti pracoval v řadě vedoucích pozic a řídil týmy odpovědné za rychlou reakci na prudce se šířící infekční choroby, jako jsou bacilární úplavice, cholera, krymžsko-konžská krvácivá horečka, ebola, marburský virus, spalničky, meningitida, neústupná horečka, horečka Rift Valley a SARS.

## Život
Michael Ryan pochází z městečka Curry, v County Sligo v Irsku. Vyrůstal však ve městě Charlestown v County Mayo. Je otec byl námořníkem v obchodním loďstvu.
M. Ryan studoval lékařství na Národní univerzitě Irska (anglicky National University of Ireland) v Galway. Ve Skotsku se dále vzdělával v ortopedii. Je nositelem akademického titulu Master of Public Health z University College v Dublinu. Poté získal specializační vzdělání v oborech zábrany šíření infekčních chorob, veřejného zdravotnictví a infekčních chorob v Agentuře ochrany zdraví v Londýně. Také je absolventem Evropského programu intervenční epidemiologie (EPIET).

## Kariéra

### Počátky kariéry
V roce 1990 se M. Ryan přestěhoval do Iráku se svou přítelkyní, pozdější manželkou, kde školil tamní lékaře. Krátce po jeho příjezdu vypukla irácká invaze Kuvajtu, která přerušila jeho práci a byli spolu s manželkou donuceni pracovat v zajetí jako lékaři, často ve značně obtížných podmínkách. Jednoho dne vojenský konvoj vytlačil jeho vozidlo z vozovky a tato havárie mu rozdrtila několik obratlů. Nakonec mu bylo i s manželkou dovoleno opustit Irák právě kvůli jejich zraněním. Vážné poranění zad mu však zabránilo v pokračování chirurgické kariéry a proto se začal zabývat tématy veřejného zdraví a infekčních chorob.
M. Ryan také spolupracoval s Nadací Billa a Melindy Gatesových v jejich úsilí o vymýcení infekčních chorob v Africe.

### Kariéra ve Světové zdravotnické organizaci (WHO)
V roce 1996 začal M. Ryan pracovat ve WHO v novém oddělení, které se pod vedením experta na infekční choroby, Davida L. Heymanna, zaměřilo na epidemiologii a infekční choroby. Stal se členem týmu rozšířeného programu imunizace (anglicky Expanded Program on Immunization -- EPI), který implementoval dohled nad imunizací na obrnu, která je nyní vymýcena. V tomto týmu M. Ryan vyvinul směrnice pro reakci na epidemie spalniček.
V letech 2000–2003 byl M. Ryan koordinátorem pro epidemické reakce ve WHO. V roce 2001 řídil v Ugandě tým mezinárodních expertů při potlačení epidemie eboly. Zároveň se pohyboval v konfliktních oblastech, jako je Demokratická republika Kongo, kde pracovníci zahraničních agentur byli často napadáni i vražděni. V roce 2003 pracoval jako koordinátor v průběhu epidemie SARS.
Mezi lety 2005 a 2011 byl Ryan ve WHO ředitelem skupiny Global Alert and Response Operations. V této době se zabýval rozvojem Strategického zdravotnického operačního centra a systému řízení událostí. Pracoval i na implementaci Mezinárodních zdravotnických regulací (angl. International Health Regulations – IHR), zaměřujících se mimo jiné na řízení urgentní reakce na infekční choroby, patogeny a epidemie.
V roce 2011 Ryan od WHO odešel a vrátil se do Irska na Galway, aby se věnoval práci na Globální iniciativě vymýcení obrny (angl. Global Polio Eradication Initiative – GPEI) v Pákistánu, Afghánistánu a na Středním východě, kde pracoval až do roku 2017, kdy se vrátil do WHO.
V začátcích krize šíření eboly byl Ryan praktickým epidemiologem, koordinátorem, organizátorem a vedoucím operací ve většině propukajících ohnisek šíření eboly v Africe. V letech 2014–2015 byl seniorním poradcem mise OSN pro urgentní reakci proti ebole (angl. UN Mission for Ebola Emergency Response – UNMEER) v západní Africe. Pracoval v polních podmínkách v Guineji, Libérii a v Sierra Leone.
Od roku 2013 do 2017 pracoval na Středním východě jako seniorní poradce při výše zmíněném WHO programu GPEI. Cílem programu bylo vymýcení obrny v Pákistánu a Afghánistánu. Ryan koordinoval operační a technickou podporu aktivit urgentní reakce proti výskytu obrny v celém regionu, který zahrnoval i Sýrii a Irák. V roce 2014, generální ředitelka Margaret Chanová jmenovala Ryana členem poradní skupiny WHO pro reakci na výskyt eboly, jejímiž spoluřediteli byli Sam Zaramba a David L. Heymann. V této době pracoval Ryan v Islamabádu v Pákistánu v Národním centru nouzových operací (angl. National Emergency Operations Centre – NEOC), kde byl styčným důstojníkem při vládě Pákistánu.
V letech 2017–2019 byl Ryan zástupcem generálního ředitele pro přípravu urgentních reakcí v Programu zdravotnických nouzových reakcí WHO (angl. Health Emergencies Programme). V roce 2019 byl jedním z vedoucích činitelů skupiny, která připravila Report o stavu globální připravenosti pro Radu dohledu nad globální připraveností (angl. Global Preparedness Monitoring Board – GPMB).
V roce 2019 nahradil Ryan Petera Salama v roli výkonného ředitele Programu zdravotnických nouzových situací WHO.
Pravidelnou součástí Ryanovy práce ve WHO jsou tiskové konference WHO na téma pandemie covidu-19 v letech 2019–2020. Ryan často odpovídá na otázky ohledně strategií boje s pandemií covidu-19 a hledání vakcíny. Na základě svých zkušeností s ebolou v Demokratické republice Kongo Ryan konstatoval, že zatímco dodržování fyzického odstupu, karantén pro nakažené a omezení dopravy a pohybu lidí zastaví šíření viru SARS-CoV-2, k vymýcení viru budou nutné rozsáhlé intervence v oblasti veřejného zdraví, zaměřené na zamezení šíření: dohled nad dodržováním opatření v rámci komunit, trasování kontaktů, izolace a karantény.
Kromě svých aktivit ve WHO pracoval Ryan jako profesor mezinárodního zdraví na University College v Dublinu. Přednášel lékařství i veřejné zdravotnictví v bakalářských i doktorských programech výuky.

## Osobní život
M. Ryan potkal svou manželku, Máire Connolly, na lékařské fakultě v Galway. Vzali se roku 1997. Máire Connolly je lékařka a autorka odborné literatury. Specializuje se na infekční choroby a také pracovala ve WHO. Je profesorkou v oboru infekčních chorob a bezpečnosti ve zdravotnictví na National University of Ireland v Galway. Mají spolu s M. Ryanem tři děti.
M. Ryan v současnosti pracuje v Ženevě ve Švýcarsku.